# Jet Ski
Ne pas confondre avec l'article sur le véhicule nautique de loisir : motomarine (scooter des mers).
Jet Ski est une marque déposée de motomarines fabriquée par Kawasaki. Les modèles actuels sont les descendants du premier véhicule nautique de ce genre commercialisé dès 1973. Jet Ski, Sea-Doo et WaveRunner, toutes des marques de commerce, sont souvent employés comme termes génériques pour désigner une motomarine (scooter des mers).

## Histoire

### Invention
L’invention de la motomarine est communément attribuée à Clayton Jacobson II, un avocat américain grand amateur de motocyclettes, qui rêvait de créer une machine pour faire du ski nautique sans avoir à être tiré par un bateau,. Ses premières versions étaient construites en aluminium et le guidon mobile n'existait pas. En 1967, il fut engagé par le constructeur de motoneiges Bombardier pour qui il créa en 1968 une motomarine assise, le Sea-Doo. Cette motomarine avait une quille ronde et de petite largeur par rapport à sa longueur, lui donnant l'aspect d'une tortue quand la quille était immergée. Avec un moteur de seulement 18 ch, sa quille peu performante et certains problèmes de fiabilité mécanique, les ventes ne décollèrent pas. Bombardier abandonna le projet en 1970 pour se concentrer sur son marché principal, les motoneiges, et rendit les droits de l'invention à Jacobson.

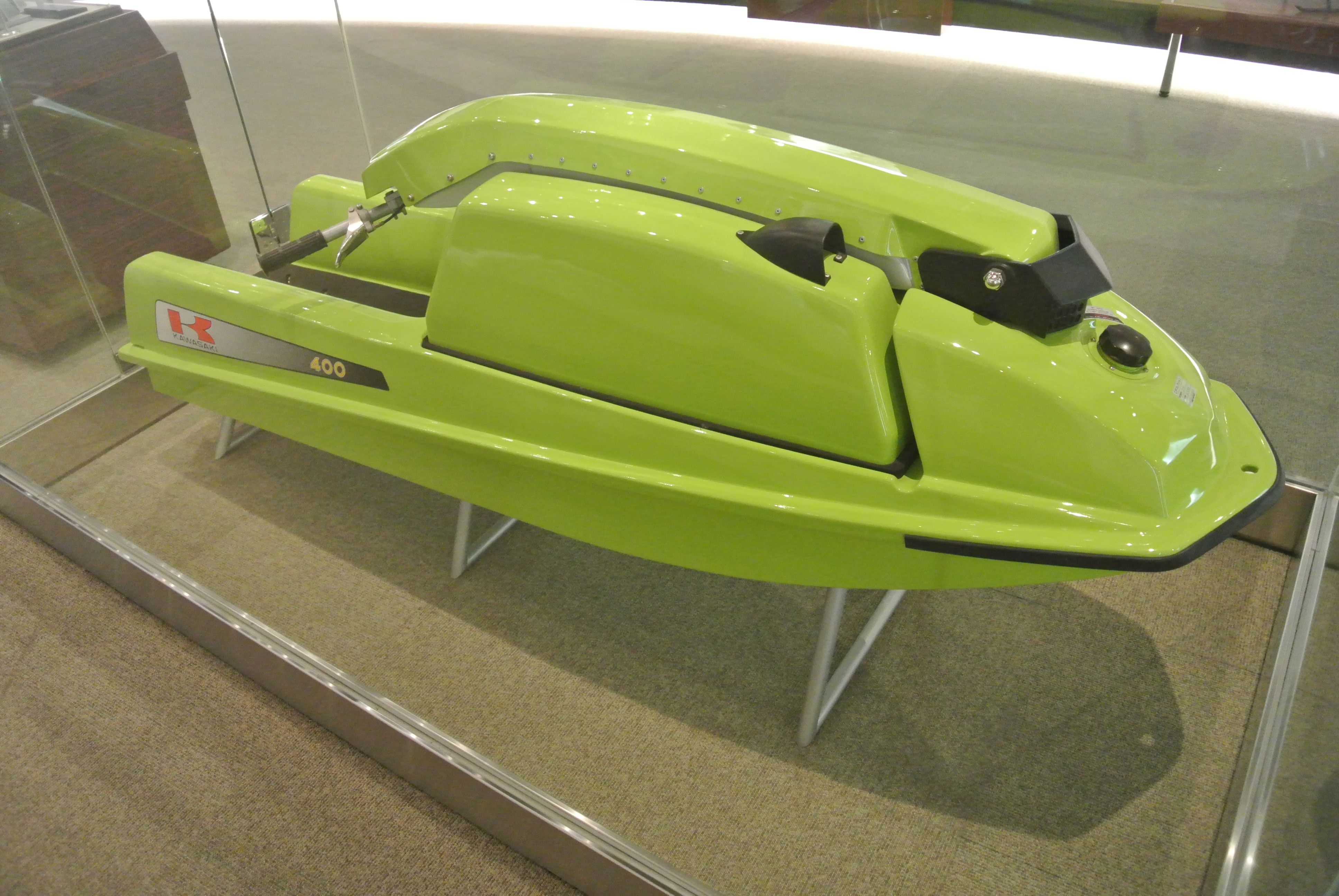
Kawasaki JS400 original de 1973.

Jacobson fut alors approché par Kawasaki Heavy Industries (KHI). Il vendit les droits d'usage de son brevet à la compagnie et développa le Jet Ski en 1973, la première motomarine de type « à bras ». La première série de Jet Ski mesurait 2,08 par 0,61 mètres, pesait 100 kilogrammes et était propulsée par un moteur de 398 cm3. La coque en fibre de verre était disponible en deux versions : le modèle WS-AA dont le fond était plat et le modèle WS-AB, plus agressif, avec un fond en V. Environ 550 unités furent fabriquées la première année, dont les deux tiers du modèle WS-AB. Ces véhicules se vendaient 995 dollars US.
Après ce premier succès, Kawasaki et Jacobson se disputèrent la paternité de l'invention : la compagnie argumentait qu'elle n'avait pas eu besoin de son brevet pour développer le véhicule. À la suite d'un procès en 1979, Jacobson fut reconnu l'inventeur. En 1989, il intenta une autre action en cours contre Kawasaki et deux de ses filiales aux États-Unis. Il alléguait alors que la compagnie avait obtenu un brevet pour le Jet Ski au Japon en nommant deux de ses employés comme les inventeurs. Il gagna contre la compagnie mère en juillet 1991 et obtint du jury 7,5 millions de dollars pour dommages, plus 13,5 millions en compensations punitives. En appel, un juge ordonna un nouveau procès. Finalement, en août 1992, les deux parties en arrivèrent à une entente hors cour, dont le montant ne fut pas publié, mais qui reconnaissait définitivement Jacobson comme l'inventeur.

### Apparition sur le marché
Bien que certains constructeurs d'embarcations aient mis sur le marché des motomarines utilisant des moteurs hors-bord, comme l’Aquarail un modèle vendu en « kit » en 1972, Kawasaki demeura le seul producteur de motomarines telles que nous les connaissons aujourd'hui jusqu'en 1986. En effet, Jacobson a vendu un droit d'utilisation de son invention à Yamaha cette année-là.
Le sport associé à la pratique de la motomarine prit réellement son envol au cours des années 1980 avec des modèles de 440 cm3 et 550 cm3, dont la coque était pratiquement identique à celle des premiers modèles de Kawasaki, et grâce à l'apparition d'autres constructeurs. En 1988, Kawasaki proposa un 650 cm3 dont le succès fut limité avec l'émergence des modèles 550 cm3.

### Évolution
En 1992, le Jet Ski de 750 cm3 arriva sur le marché. La coque redessinée, combinée à un style plus coloré, propulsa le modèle au sommet des ventes, provoquant la disparition des modèles antérieurs. Le segment de clientèle séduit par ce type de motomarine est généralement attiré par la performance et le désir de modifier le produit d'origine (comportement sur l'eau, motorisation et colorisation). Les modèles suivants répondirent à cette quête de performance, en modifiant la coque et le moteur. En 1995, une version à double carburateur fut ajoutée à la gamme : le 750sxi. En 1998, le 750sxiPro arriva sur le marché doté d'une nouvelle coque redessinée au niveau de la poupe et de la proue pour mieux absorber les vagues en diminuant l'effet de rebond, avec un arrière de la coque plus aigu et une plaque de turbine plus longue pour une conduite plus stable.
En 2003, pour célébrer le 30e anniversaire du Jet Ski, Kawasaki annonça l'arrivée du 800SXR dont la refonte complète de la coque et de l'esthétique permit de renouer avec le succès en compétition que Yamaha avait dominée au fil des ans avec son SuperJet. Contrairement aux anciens 750, le comportement de la coque du 800SXR facilitait la conduite et la stabilité en virage. Le 800SXR, réellement un 782 cm3, a permis à Kawasaki de récupérer des parts de marché.

## Modèles actuels

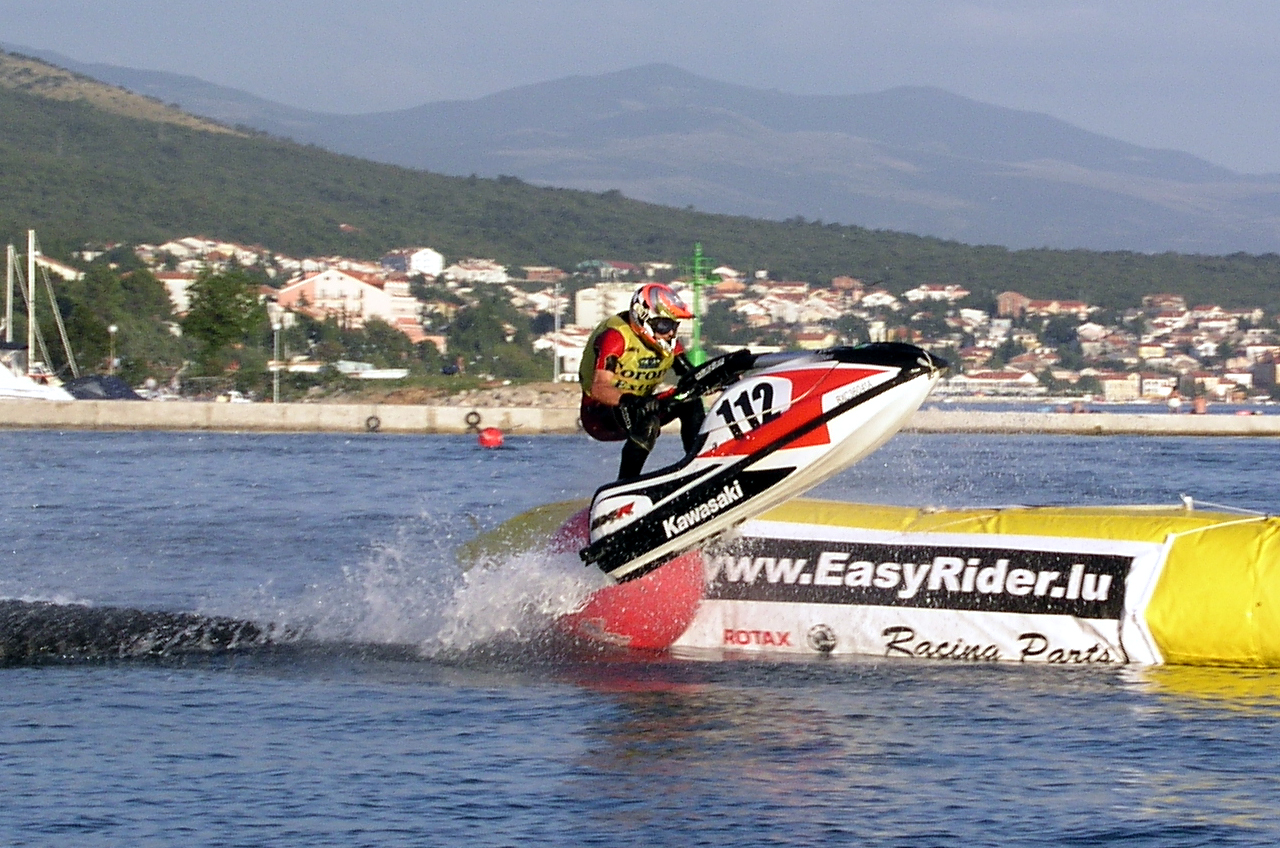
Motomarine de marque Jet Ski en compétition à Crikvenica.

En 2022, la gamme propose cinq modèles de motomarines dont une « à bras » :
- STX 160 X (moteur de 1 498 cm3 de 152 ch) ;
- STX 160 LX (moteur de 1 498 cm3 de 152 ch) ;
- Ultra 310 X (moteur de 1 498 cm3 compressé de 310 ch) ;
- Ultra 310 LX (moteur de 1 498 cm3 compressé de 310 ch) ;
- SX-R 1500 jet à bras (moteur de 1 498 cm3 de 160 ch).